# Acanthocercus phillipsii
Acanthocercus phillipsii är en ödleart som beskrevs av  George Albert Boulenger 1895. Acanthocercus phillipsii ingår i släktet Acanthocercus och familjen agamer. Inga underarter finns listade i Catalogue of Life.